# Salvenach
Salvenach (Salvagny en français, Thevanyi  en patois fribourgeois) est une localité et une ancienne commune suisse du canton de Fribourg, située dans le district du Lac.

## Géographie
Selon l'Office fédéral de la statistique, l'ancienne commune de Salvenach mesurait 381 ha. 7,8 % de cette superficie correspondait à des surfaces d'habitat ou d'infrastructure, 69,5 % à des surfaces agricoles, 22,7 % à des surfaces boisées et 0,0 % à des surfaces improductives.
L'ancienne commune de Salvenach a été intégrée à celle de Morat le 1er janvier 2016.

## Démographie
Selon l'Office fédéral de la statistique, Salvenach compte 593 habitants en 2022. Sa densité de population atteint 156 hab./km2.
Le graphique suivant résume l'évolution de la population de Salvenach entre 1850 et 2008 :